# 피아트 크라이슬러 오토모빌스
피아트 크라이슬러 오토모빌스 N. V.(영어: Fiat Chrysler Automobiles N.V. 줄여서 FCA)는 이탈리아/미국의 자동차 제조및 판매 회사의 그룹 회사이다.
세계에서 7번째로 큰 자동차 업체로 알려졌으며, 주 그룹은 이탈리아의 피아트와 미국의 크라이슬러의 합병으로 2014년에 설립되었다. 그리고 FCA가 프랑스의 푸조-시트로엥(PSA)과 다시 한 번 합병하여 2021년 1월에 스텔란티스가 출범하게 된다.
자회사로 두 그룹인 FCA Italy (전 피아트)와 FCA US(전 크라이슬러)를 두고 있는데, 이는 FCA의 역대 자동차 복합 브랜드및 자회사를 관리를 하게 된다. 주로 알파 로메오, 크라이슬러, 닷지, 피아트, Fiat Professional, 지프, 란차, Ram Trucks, 아바르트, Mopar과 같은 여러 자동차 회사및 브랜드를 비롯한, SRT라는 자동차 경주 관련 지사도 역시 소유하며, 복합 기업으로 알려졌다.
주로 이 두 그룹과는 별개로 직접 운영하는 자동차 회사는 마세라티, Comau, 마그네티 마렐리, Teksid도 있다.
종업원은 2014년 기준으로 225,587명이다.

## 같이 보기
- 스텔란티스